# Антенуччи, Мирко
Мирко Антенуччи (итал. Mirco Antenucci; родился 8 сентября 1984 года, Термоли, Италия) — итальянский футболист, нападающий итальянского клуба спал

## Клубная карьера

#### «Джулианова»
Антенуччи начал свою профессиональную карьеру в 2002 году, в клубе Серия C1, «Джулианова», где в течение двух сезонов с клубом молодому форварду удалось сыграть 35 матчей. Затем, в сезоне 2004/05 игрок отправился в аренду в Серия C2, в клуб «Анкона». Во время своего пребывания в клубе Антенчучи забил дважды в 27 матчах, прежде чем вернуться в «Джулианову». По возвращении в клуб из Термоли, Мирко сыграл 57 матчей, забив 12 голов.

#### «Катания»
В июле 2007 года Мирко подписан контракт с клубом «Катания» из Серии А и был отдан в аренду в «Венецию». В сезон 2007/08 Антенуччи провел 27 матчей и забил 6 голов. 1 июля 2008 года футболист вернулся из аренды и попал в основной состав команды. В первой половине сезона 2008/09 он четыре раза выходил на замену под руководством Вальтера Дзенга. 5 января 2009 года Микро был снова отправлен в аренду в команду Серии В «Пиза», чтобы набраться опыта и игрового времени. За шесть месяцев Антенуччи забил всего один мяч в 20 играх чемпионата. Клуб не смог избежать вылета из лиги и столкнулся с финансовыми проблемами. Летом 2009 футболист вернулся в «Катанию». Перед началом сезона 2009/10 нападающий был отдан в аренду в клуб «Асколи», где уже находились двое арендованных из «Катании» Марчелло Гаццола и Вито Фальконьери. В новом клубе Антенуччи регулярно появлялся на поле в основном составе и провел 40 матчей чемпионата, забив за сезон 24 мяча, что позволило ему занять вторую строчку в списке бомбардиров Серии В. Вернувшись в «Катанию» летом 2010 года, Мирко появился на поле 14 раз, в большинстве из которых выходил на замену. Антенуччи покинул команду во время зимнего трансферного окна.

#### «Торино»
23 января 2011 года Мирко Антенуччи подписал контракт с футбольным клубом Торино. За первые полгода он забил 6 голов в 19 матчах. В следующем сезоне нападающий отметился 10 голами в 40 матчах чемпионата. Его прочное партнерство с Роландо Бьянки помогло клубу занять второе место в лиге и перейти в Серию А.

#### Возвращение в «Катанию»
21 июня 2012 года «Катания» на аукционе вновь заполучила в свой состав Мирко Антенуччи. Таким образом, нападающий вновь вернулся на Сицилию. Выйдя на замену в первом матче чемпионата, игрок был отправлен в аренду в «Специю». За сезон Антенуччи провел 33 игры и забил 6 мячей.

#### «Тернана»
Летом 2013 года Мирко отправился в аренду в футбольный клуб «Тернана», где был назначен капитаном. Свой первый гол за новую команду Антенуччи забил в первом матче Серии В в ворота «Карпи» с пенальти. В следующей игре с «Читтаделлой» нападающий снова отметился забитым мячом. Несмотря на регулярные голы Антенуччи в ворота соперника, его команда оказалась в зоне вылета, одержав всего одну победу в девяти матчах. Два матча подряд Мирко отметился дублем в ворота клубов «Новара» и «Кротоне». В первой половине сезона нападающий забил 9 мячей в 21 матче. Во второй половине чемпионата пост главного тренера занял Аттилио Тессер. Мирко Антенуччи продолжал демонстрировать результативную игру, забив 6 голов в 11 играх. «Тернана» смогла оставаться непобежденной на протяжении двенадцати игр. Его гол в ворота «Специи», который футболист забил 22 марта 2014 года, был признан Sky Sports вторым по значимости в сезоне после гола Поля Погба в матче против «Наполи». Результативная игра Антенуччи помогла его команде избежать вылета из Серии В.

#### «Лидс Юнайтед»
19 августа 2014 года стало известно, что «Лидс Юнайтед» заключил контракт с Мирко Антенуччи. 23 августа футболист дебютировал за новую команду в матче с «Уотфордом», где потерпел поражение со счетом 4:1. Первый гол за новую команду Антенуччи забил 16 сентября в победном матче с «Борнмутом». Сезон 2014/15 Антенуччи завершил в статусе лучшего бомбардира команды с 10 забитыми мячами. Перед следующим сезоном получил номер 7. Первый матч сезона Мирко начал на скамейке запасных. Позже, выйдя на замену, нанес удар левой ногой и вывел команду вперед в матче с «Бернли». 19 апреля Антенуччи был номинирован на премию Игрок год Лидс Юнайтед вместе с Чарли Тейлором, Лиам Бридкаттом, Гаэтано Берарди и Льюсом Куком. Награда досталась Чарли Тейлору 30 апреля. Сезон 2015/16 Мирко закончил на позиции второго бомбардира команды с 9 мячами, уступив Крису Вуду, который отметился 13 голами в ворота соперников. 7 мая 2016 года Мирко Антенуччи сообщил что покидает команду.

#### СПАЛ
30 июня 2016 года Мирко Антенуччи вернулся в Италию, став игроком команды Серии В СПАЛ. 15 августа нападающий забил дебютный мяч в игре с «Кальяри». За первый сезон Антенуччи занял третье место в списке бомбардиров чемпионата, уступив Джампаоло Паццини и Фабио Чераволо. Его голы оказались решающими, так как впервые за 49 лет позволили команде получить повышение в Серию А. В сезоне 2017/18 нападающий забил 11 мячей в 33 матчах, что помогло СПАЛ сохранить свою позицию в высшей лиге. В следующем сезоне Мирко снова сыграл решающую роль, позволив клубу избежать вылета.

#### «Бари»
В июле 2019 года Антенуччи подписал контракт с командой Серии С «Бари», который был рассчитан до конца июня 2023 года.

#### Возвращение в СПАЛ
13 июля 2023 года Антенуччи вернулся в СПАЛ, который начал сезон 2023/24 в Серии C, подписав контракт на два года.
1 мая 2025 объявил о завершении карьеры по окончании контракта (30 июня 2025).